# Keizō Takemi

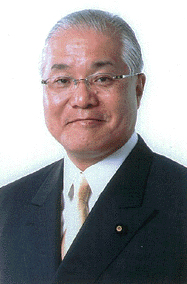
Keizō Takemi

Keizō Takemi (japanisch 武見 敬三 Takemi Keizō; * 5. November 1951 im Bezirk Minato der Präfektur Tokio) ist ein japanischer Politiker (Liberaldemokratische Partei (Japan), Asō-Faktion), mit Unterbrechung (2007–2012) seit 1995 Mitglied des Rätehauses, des Oberhauses des Nationalparlaments, seit 2013 für seine Heimatpräfektur Tokio und war von 2023 bis 2024 Sozial- und Arbeitsminister im umgebildeten zweiten Kabinett Kishida.

## Biografie
Takemi, der Sohn des Mediziners Tarō Takemi sowie über die Mutter Enkel des Herrenhausabgeordneten Tanehide Akizuki, Urenkel der Herrenhausabgeordneten Tanetatsu Akizuki und Nobuaki Makino und Ururenkel von Meiji-Oligarch Toshimichi Ōkubo, studierte an der rechtswissenschaftlichen Fakultät der Keiō-Universität. Er wurde Dozent, ab 1995 Professor für internationale Politik an der Tōkai-Universität. Später, nach seiner Abwahl, war er Gastforscher in Harvard und Gastprofessor an der Universität Nagasaki sowie kurz vor seiner Rückkehr ins Parlament der Minobusan-Universität. Außerdem war er seit den 1980er Jahren im Fernsehen aktiv: Für TV Asahi moderierte er von 1987 bis 1988 die Morning Show (モーニングショー), außerdem komoderierte er in den in Zusammenarbeit mit dem amerikanischen CNN produzierten Sendungen CNN Daywatch (CNNデイウォッチ, ab 1984) und CNN Daybreak (CNNデイブレイク, 1990er).
In die aktive Politik wechselte Takemi 1995, als er bei der 17. Rätehauswahl auf Platz 1 der LDP-Liste im Verhältniswahlwahlkreis kandidierte und damit sicher gewählt war. Bei der Wahl 2001, der ersten nach der Einführung der Vorzugsstimme bei der Verhältniswahl, erhielt er landesweit 227.042 Stimmen und erreichte damit Platz 8 auf der Liste (bei 20 Sitzen für die LDP). Bei der Wahl 2007, als die LDP nur noch 14 Verhältniswahlsitze gewann, erhielt Takemi nur noch 186.616 Stimmen und war damit auf Platz 15 der Liste zunächst abgewählt. Als Hiroyuki Yoshiie 2012 wegen seiner Kandidatur zum Abgeordnetenhaus sein Rätehausmandat automatisch verlor, kehrte Takemi als Nachrücker ins Parlament zurück. Bei der Wahl 2013 wechselte er in den Mehrheitswahlwahlkreis Tokio (Fünf-, ab 2016 Sechsmandatswahlkreis), wo er als einer von zwei LDP-Kandidaten neben Tamayo Marukawa 2013 mit rund 11 % der Stimmen auf Platz 5, 2019 mit rund 9 % der Stimmen auf Platz 6 jeweils den letzten Sitz gewann.
Im Rätehaus saß Takemi von 2001 bis 2002 dem Außen- & Verteidigungsausschuss vor. Für das erste Kabinett Abe war er von 2006 bis 2007 Staatssekretär („Vizeminister“) im Sozial- & Arbeitsministerium. 2023 berief ihn Fumio Kishida bei einer Regierungsumbildung als zuständigen Minister erstmals in ein Kabinett.

## Internationale Aufgaben
2006 wurde er von UN-Generalsekretär Kofi Annan in das High-level Panel on United Nations Systemwide Coherence berufen, das kohärente und effektive Verbesserungsoptionen für das System der Vereinten Nationen untersuchen sollte, insbesondere in den Bereichen Entwicklungspolitik, humanitäre Unterstützung und Umweltpolitik.
Von 2012 bis 2014 war Takemi Mitglied der hochrangigen, von Joaquim Chissano und Tarja Halonen geleiteten Taskforce der Weltbevölkerungskonferenz (International Conference on Population and Development).
Im März 2016 wurde er von UN-Generalsekretär Ban Ki-moon in die High-Level Commission on Health Employment and Economic Growth berufen, der gemeinsam der französische Präsident François Hollande und der südafrikanische Präsident Jacob Zuma vorstanden.
Der Generaldirektor der Weltgesundheitsorganisation (WHO) Tedros Adhanom Ghebreyesus ernannte Takemi im Juni 2019 zum Goodwill-Botschafter für die universale Gesundheitsversorgung. Seit 2022 ist er Mitglied der von Chatham House einberufenen und gemeinsam von Helen Clark und Jakaya Kikwete geleiteten Kommission für universale Gesundheit.